# 鬼太郎

鳥取県境港市の水木しげるロードに設置されている「鬼太郎と目玉おやじ」のブロンズ像。

鬼太郎（きたろう）は、水木しげるの漫画『ゲゲゲの鬼太郎』の主人公である妖怪。水木しげるが、過去の紙芝居に登場したキャラクターをアレンジした妖怪キャラクターである。通称は「ゲゲゲの鬼太郎」である。

## キャラクターの誕生

### 『ハカバキタロー』
1933年から1935年頃の紙芝居『墓場奇太郎（ハカバキタロー）』の主人公の名を基に、水木しげる原作者の伊藤正美の了承を得た上で創作した。この紙芝居の主人公は親の因果により墓場から生まれた醜い少年であり、親の仇に復讐を果たしていく。

### 紙芝居版
水木が鬼太郎を最初に描いたのは、1954年から始まる数作の紙芝居であり、「墓場の鬼太郎」と表記した。これらに描かれた鬼太郎は作品により大きな違いがある。

### 貸本版
1960年に水木は貸本に鬼太郎を登場させた。『幽霊一家』から始まる一連の作品で、鬼太郎の出自が後の定着したものとなる。鬼太郎は「幽霊族」の生き残りであり、墓に埋葬された母の遺体から生まれる。

## 経歴
母・岩子は鬼太郎を身篭ったまま病死し、彼ら夫婦に関わりを持っていた血液銀行の銀行員・水木によって埋葬された。だが3日後、自力で母胎と墓穴から這い出た。アニメ化作品で誕生が描かれたのは第3作、第4作、2008年の『墓場鬼太郎』、2023年の『鬼太郎誕生 ゲゲゲの謎』である。
水木に引き取られたものの、冷遇を受け6歳の時出奔、父・目玉おやじと共に放浪の旅の末に、ゲゲゲの森。少年時代には猫娘と共に妖怪小学校に通っていたという。ねずみ男の弁によれば、鬼太郎は妖怪世界の名門校といわれる「妖怪学習院」に通っており、ねずみ男と同窓だったという。実写映画シリーズでの学歴は「墓の下中学」を中退したとされている。

### 種族と家族
かつて地上を支配していた幽霊族の唯一の末裔であるが、原作「地獄篇」とアニメ第3作「地獄篇」のみ、幽霊族の父と人間の母との混血（半妖）とされている。『続ゲゲゲの鬼太郎』の目玉おやじの話によると、紀元前3,800年頃には鬼太郎父子の先祖は幽霊族の帝位に就いていたという。
幽霊族とは人間が一般に考えている「幽霊」ではなく、現在の人類が誕生する以前に栄えていた種族である。妖怪と悪魔は共に地球の先住民族とも言える存在で「第一期人類」と称されてもいる。種族として基本的に争いを好まない性格で、それ故に人類が発生、繁殖すると共に迫害され僻地へと追いやられ衰退し、食糧を求めて地上をさまよう姿を目撃した人間が幽霊と誤認した。
父・目玉おやじ
母・岩子
鬼太郎を身ごもった状態で病死し、その埋葬された遺体から鬼太郎は生まれ出た。アニメ第4作最終回では母の魂がアゲハチョウの姿で登場した。
出自が異なる場合が存在し、幽霊族または人間とされる。
いとこおじ・毛目玉
目玉おやじの白目に毛が生えたような姿。『鬼太郎のベトナム戦記』では目玉おやじの従兄弟、原作「妖怪危機一髪」では親類とされている。
「髪さま（髪の毛大戦）」やアニメ版では鬼太郎父子との血縁の描写はない。
妹・雪姫
『雪姫ちゃんとゲゲゲの鬼太郎』シリーズに限定的に登場した。産まれた経緯は不明だが、墓場に捨てられていたのをねずみ男が拾い、閻魔大王の血縁保証書が付属されていた事から妹と認められ、名付けるに至った。幼子だが妖力と念力を持つ。
これ以前に貸本「アホな男」の未使用原稿には、雪姫とは別の妹（雪姫より大きくおさげ髪）が描かれていた。
妻・メリー　
『その後のゲゲゲの鬼太郎』に登場した、南方（ニューギニア）の「幸福の島」の酋長の娘。戦いの疲れを癒すために南方へ出かけ、最終的に共に暮すようになる。1話限りの登場で設定等の継承もされていないが、水木しげる記念館では正式な配偶者として紹介している。
アマミ一族
アニメ第5作に登場した、鬼界ヶ島に住む人間にも近い幽霊族の親類であり、『最新版』で言及された海洋性の親類との類似性が強い。先代の女酋長、彼女の娘のミウと息子のカイが登場している。
お岩さん
「地獄編」では母方の親類だとされる。
その他
地獄童子は『最新版』で幽霊族の一員である可能性が示唆されている。
『鬼太郎国盗り物語』シリーズに登場した「寝太郎」は、一時的に鬼太郎の兄弟として認識されていた。
『新ゲゲゲの鬼太郎』では、「東京の叔母」と名乗る女性と彼女の娘の「モモ子」が登場したが、彼らの正体は吸血鬼だった。

## 人物像

### プロフィール
- 名前：墓場鬼太郎[注 15]
- 身長：約130 cm[注 16]
- 体重：約30 kg[注 17]
- 誕生日：昭和29年またはそれ以前[注 18]。ただし劇場版『鬼太郎誕生 ゲゲゲの謎』では1956年以降となっている。アニメ第1作[注 19]、第4作[注 20]、第5作[注 21]、第6作[24]では昭和の時代から数十年にわたり、変わらない少年の姿で活躍してきたとされ[注 22]、アニメ第3作[25]や読み切り『決戦 愛宕山』、実写映画シリーズでは最低でも江戸時代から活躍していた[注 23]。

### 風貌

水木しげるロードにて。

モデルは、水木しげるの甥（当時3 - 5歳）である。
少年の姿のまま何十年以上も生きていて、まだ幽霊族としても子供である。外見は左目を隠し、特徴的な長髪と、特殊な由縁と特性を持つ外装と服装を着用している。
左目がない隻眼であるが、理由は各媒体によって異なり、『墓場の鬼太郎』でも第2話では「最初から潰れていた」とされるが、「おかしな奴」では水木が原因だとされている。『ゲゲゲの鬼太郎』時代でも作品や解説書によって設定が異なり、貸本版では右目の無い鬼太郎が幾度も登場している。アニメや実写作品の外見については、制作上の都合で容姿が大幅に異なる場合が多数ある。

### 性格
『墓場鬼太郎』とは異なり、『ゲゲゲの鬼太郎』シリーズでは無辜の人間や妖怪を助けるヒーロー的性格が強調されており、目玉おやじと共に人間と妖怪の共存できる世界を目指して戦うのが主な活動。基本的に一人称は「僕」だが、アニメ第1期（第2話、第3話、第9話、第22話、第40話）、第2期（第6話、第11話、第15話、第23話、第39話）、第3期（但し、第1話、第9話、第10話のみ）、実写版（月曜ドラマランド版、『妖怪奇伝 魔笛エロイムエッサイム』、ウエンツ瑛士主演の実写映画シリーズ）では「俺」と言うこともある。
普段はクールで飄々としているが、強い正義感を心に秘めた情熱家であり、困っている人間や妖怪を放っておけないお人よしな面がある。原作『大海獣』では自分を大海獣に変えた山田を許したほど。悪者を嫌い、たとえ人間であっても厳しい制裁をすることがある。一方で、不可抗力で人間に多大な悪影響を与えたり恨まれたりすることもあり、『大ボラ鬼太郎』では鬼太郎とねずみ男が携わったビジネスによって人間の関係者が事故死した際には責任を追及する他の関係者からねずみ男と共に逃走しようとしていた。
美女や美少女には人間・妖怪問わず惚れっぽく、彼女らに騙されることもある点が多くの作品に共通している。また、原作や『最新版』では喫煙や飲酒を行う他にも、生活のために不衛生な行動を取ることもある。
アニメではシリーズごとの作風やテーマに沿って、それぞれ異なった個性が設定されている。
第1期・第2期
原作の怖さを薄れさせ、親しみやすくなった。第1シリーズでは原作よりも正義感が強く、また優しさや子供らしさ、惚れっぽさを見せる。第2シリーズではクールさや怖さが見られ、美人も見ても特に関心を抱く素振りは見せなかった。
第3期
歴代シリーズで特に妖怪と人間の共存を強く望んでおり、悪事を許さない強い正義感を持つヒーロー然とした、感情豊かで熱血漢な性格だが、好戦的で激情的な面があり、精神的に未熟かつ寂しがり屋な部分を見せることもある。また、美女には特に弱い。
第4期
ドライな対人性と落ち着きを併せ持つ。敵妖怪を単に倒すだけでなく反省させて許すケースも増え、美女に弱い設定も存在しない。人間とは異なる価値観、妖怪らしい考え方も表現され、感情的になることはほとんどない。怒る時も物静かだが、心の底には熱い気持ちも秘めている。一方で、おっとりしてやや天然ボケな一面や、ノイローゼにかかるなどの面も見られる。妖怪と人間の共存は「仲良くなるのが一番いい」と望んでいる。
第5期
正義感や子供らしさ、とぼけた表情も健在だが、人間に対してあまり友好的ではなく、時には彼らから助けを求めようとしない限り何もしないこともある。妖怪と人間の共存をそれなりに望みつつもそれを望まない妖怪もいることに悩むことも多い。マイペース、出不精、優柔不断、世間知らず、美女に弱いなどのコミカルな面も強調される。保護者には目玉おやじに加えて、兄貴分として蒼坊主がいる。
第6期
人間の世界に対して強い隔意を持ち、寡黙で中立的な思考を併せ持っており、過去作とは異なり明るい表情やコミカルな一面が少なく、シビアでシリアスな面が目立つ。また、素直でなく負けず嫌いな面もある。自分を育ててくれた水木への恩返しを理由に人助けをしているが、一方で人間と妖怪の共存をあまり願わず、積極的に人間と関わることを避けている。人間自体を嫌っているわけではなく、善良な者には親切にふるまうが、反省の意思を持たず救いようがないと判断した場合は救助の要請を断ったり見捨てたりすることもある。また、一方的な価値観だけを押し付けて他者の尊厳を否定する者には強い怒りと嫌悪を示す。前作とは異なり、とくに美女に弱い様子はないが、猫娘からの厚意など女心には極度に鈍感である。しかし、女性を気遣う優しさは持ち合わせている。

## 生活
普段は「ゲゲゲハウス」と俗称されるツリーハウスに目玉おやじと住んでいる。人間世界で生活物資を手に入れるため現金を使うこともあるが、収入をどうやって得ているかははっきりしない。基本的に貧乏生活を送っており、原作ではゴミ箱あさりをすることもある。一方で、妖怪退治などに対する報酬を貰わない場合が多い。
『続ゲゲゲの鬼太郎』では、妖怪に理解のある民生委員・万助老人に「妖怪も人間の中で暮す時代」と助言され、従来の住居ではなく、彼の世話の下で人間社会で正体を偽りながら生活している。本作では、思春期の青年らしい性に対して好奇心旺盛な鬼太郎が金と欲の大人の世界で活躍する様子が描かれているが、鬼太郎が金銭苦からそれまでの生活から離れて山中での生活に追われ、偶然から相撲界に入門し、さらには野球で活躍するようになる。

## 交友関係
上記の通り、『墓場鬼太郎』での描写とは異なり『ゲゲゲの鬼太郎』シリーズでは好漢としての描写が目立ち、実力や性格、名門の末裔であることから妖怪の中でも一目置かれている。助けられた妖怪も数多く、妖怪仲間からの信頼は厚い。そのため、鬼太郎が窮地に陥った際には多くの妖怪が快く救援に駆けつけている。人望の高さから日本妖怪のリーダー的存在として認識されているエピソードもある。
一方で、悪事を働く妖怪からは警戒や敵視をされたり恨みを買っており、彼の抹殺や封印を図ったり強大な妖力やアイテムなどを奪おうと狙う者もいる。また、人間側にも非があるにもかかわらず妖怪側を一方的に退治することに不満を持つ妖怪もおり、『妖怪大裁判』ではその点を指摘されて反省していた。
『千年呪い歌』では人間を憎まず助ける理由は単純ではなく、幽霊族が人間に滅ぼされたことをぬらりひょんに告げられるまで知らなかった。一方で、『最新版』や『鬼太郎国盗り物語』ではその歴史を把握しており、『最新版』ではぬらりひょんに辛辣な評価をされても反論できず言葉につまる場面もあった。

### 猫娘
猫娘との恋愛模様はアニメ版のオリジナル設定である場合が多く、各作品でも違いが見られる。原作ではアニメの影響もあって「猫娘が鬼太郎に密かな恋心を抱いている」という逆輸入された公式設定もあるが、実際にそれを表立って示す場面は少なく、原作以外でも仲間以上の関係になることを鬼太郎自身が否定することもある。『鬼太郎夜話』には、鬼太郎の初恋の人である「寝子」をはじめ、「猫子」などのさまざまな猫娘が登場し、関係性も友人や妖怪小学校の同級生など異なっている。
上述の通り、「妻」に該当する存在としてメリーがいる。
第1期・第2期
猫娘の第1作への登場は、第20話「猫娘とねずみ男」のみであり、親しい友人の一人として描写されている。
続編である第2作では、猫娘と鬼太郎との友人以上の間柄を示唆するようなシーンはほとんどない。鬼太郎が猫娘のことを「猫ちゃん」と呼び、猫娘が顔を赤らめ、猫娘が目玉親父を「お義父さま」と呼ぶ場面がある。また、食べ物を差し入れしたり、鬼太郎の留守の時は目玉親父の世話をしている。また、鬼太郎と手を繋ぎながら歩くこともある。
第3期
猫娘が鬼太郎に明確に好意を持ち積極的にアプローチをしている、天童ユメコに気持ちが傾きがちな鬼太郎は彼女に辟易している描写が随所でなされている。しかし、第54話「悪魔ベリアル」や第72話「ケ・け・毛！ 妖怪大髪様」では恋愛的とも言える描写がされている。
第4期
鬼太郎と目玉親父は猫娘を「家族」とみなしているような発言をしており、共に行動したり兄妹のように仲間意識の強さが強調される場面も見られる。こちらの猫娘も密かに恋愛感情を抱いており、鬼太郎が美人に弱い設定がないために猫娘も嫉妬する場面がないが、ラクシャサの力によって妙齢の風貌になった際は鬼太郎に明確に思慕を寄せたこともある。
第5期
猫娘がより積極的に好意を寄せて生活をサポートしようとするが、鬼太郎は猫娘に借りを作ることを気にしてはいるが好意には鈍感であり、彼女からのデートの誘いにも消極的である。鈍感だが女好きでモテることもあり、彼女が抱える嫉妬の理由を把握していない。ただし、パートナーとしては認めていて、彼女のピンチに見せた戦いぶりを見た子供たちから「（猫娘の）彼氏」と呼ばれたこともある。
幽霊族の親類であるアマミ一族のミウからも好意を持たれているが、両者は互いの成長速度の差とそれによる風貌の不釣り合い具合を気にしており、ミウの方も自分一人だけ成長してしまうことに悲しみを憶えていたが、過去の後悔もあって自らを犠牲に戦い抜く鬼太郎に感化されて立ち直った。その後も鬼太郎とミウの間の絆が強調される場面が散見され、ぬらりひょんがミウを「妖怪城の花嫁」として利用するに至った理由も、最も鬼太郎に精神的ダメージを与える算段として吟味したからである。
第6期　
猫娘が鬼太郎に好意を寄せている場面はたびたび見られ、鬼太郎も彼女を信頼して共に行動したり敵から庇ったりするが、猫娘の性格や、鬼太郎の趣向もあり、友人として関係を続けている。第48話では、猫娘がまなに刻印されていた五芒星の呪いの力によって消滅したことで動揺してまなを責め、その負の感情を名無しに利用され、猫娘を復活させるため閻魔大王に交渉し、その代償にリスクを承知で「大逆の四将」の捕獲を了承している。第93話では猫娘からの告白を受け入れたが、その後の戦いでは、猫娘を恋人として意識し、必要以上に守ろうと無理したことも災いして敵に虚を突かれ、最終的には過去にさかのぼって事件そのものが未遂となったことで、猫娘が告白した事実も取り消された。
その他
『妖怪千物語』では猫娘の手料理を盛んに褒めたり、頬にキスをされて照れたりと満更でもない様子に描かれている。ただし、自分への甘ったるい態度とねずみ男への凶暴な態度との落差には冷や汗交じりに呆れている。
『続ゲゲゲの鬼太郎』ではユリ子という名の人間の恋人もいたが、彼女の芸能界入りがきっかけで疎遠となった。また、本作では目玉おやじが鬼太郎の結婚相手として考えていたルーマニアのドラキュラ伯爵の令嬢が言及されていたり、鬼太郎も女子大生となった猫娘からのアプローチを受けて一時的に同棲したが、先に鬼太郎親子と同棲していたねずみ男と猫娘の間で深刻な軋轢が生じ、結果としてねずみ男は警察に連行され、猫娘は生死不明の事態に陥っている。

### その他
様々な生物の言葉を理解でき、種族によって差はあるが会話や意思の疎通が可能なため動物達から慕われているが、コオロギ語はアニメ第5作以外では勉強しておらず理解・対話ができない。体内に蚤を3匹、胃袋にヘビを飼っている。
動物達からの知らせを受けて鬼太郎が事件現場へ駆け付ける展開も多く見られ、彼等によって助けられる場面もある。特にカラスは普段からファミリーの移動・サポートとして多いに貢献している。また、クジラ類との交流が見られたり、アニメ第6作ではネコやネズミが妖怪ポストからの手紙を運んでいる。
さらに、鬼太郎親子の実直な心意気と弱者の為に戦い続ける日々は、閻魔大王や迦楼羅等の神々や上位の存在や、普段は他者を評価しない存在にも評価されており、時には危機を救ってもらえる事もある。

## 能力
妖怪の中でも名門とされる幽霊族の末裔であり、また先祖達の力が蓄積された道具類や仲間達の強力なサポートの甲斐もあって、日本妖怪でも最強の一角に数えられる。様々な超人的な能力を持ち、能力の数や部類も非常に多様と万能性を持ち、ほとんどの状況には最終的には対処できる為、敵からすれば絶対的な攻略法や弱点が存在せず反撃される事になる。純粋な妖力の強さや攻撃力でも、並の妖怪とは比較にならない強さであり、強力な敵が鬼太郎の妖力や能力を利用しようとしても、扱い切れずに失敗するほどの妖力を持つ。
特筆すべきは、妖怪の常識からも逸脱した驚異的な生命力と再生力、肉体変化と能力の多様性である。また、胃酸やヘビなど、体内にも強力な武器を隠し持っており、敵にとっては一見絶対的に有利な状況でも、後から覆す場面が目立ち、敵側の戦法や作戦を逆に利用する。
ただし、道具類や毛髪を奪われたり失うことで急激に弱体化することが知られており、上記のすべてが本人の素の実力というわけではない。また、物理的な攻撃や妖力勝負には滅法強いが、魂や精神への攻撃には弱く、敵に操られたり魂を奪われたりすると自力では対処できず、他者に助けられることがほとんどである。敵妖怪との戦いでは機転を利かせて逆転するなど切れ者ぶりを見せることもある一方、お人好しで間の抜けたところもあるため、敵の騙し討ちや奇襲、初歩的な罠などにも簡単に引っかかってピンチになることも多い。また、多くの妖怪に出来る壁をすり抜けることは出来ず、敵に追い詰められたり逃げられたりしたこともある。

### 髪の毛
毛髪を駆使した様々な能力を持つが、鬼太郎の妖力の源であり、（かつらのように取り外す事もできる一方で）奪われると能力が激しく低下し弱体化する。外れた髪のみが鬼太郎の遠隔操作により動き回ったり、物をつかんだりすることもできる。外した髪を他の者の頭に繋いだりかぶせることで、糸電話の如く相手と対話したり、その者の脳を操ることもできる。
妖怪アンテナ（妖気計算髪）
妖気（妖怪の気配）を察知すると頭頂部の毛髪がアンテナ状に逆立つ。微弱な妖気も感知でき、無意識に妖怪の接近・妖気の強さを知らせるが、効果を発揮しない対象も存在する。また、バックベアードの眼力を避けるために目をつぶったまま妖怪アンテナで位置を察知して攻撃したこともある。
髪の毛針
別称「針千本」。毛髪を硬質化させ、念力で敵に向かって一直線または変節的に発射する。威力は低く決め手に欠けるが、用途が多く多用される。原作初期や実写映画シリーズでは使い切って丸坊主になる姿も描かれたが、毛根を奪われない限りは自動再生する。異常事態にならない限りは効力は失われない。原作『妖怪大戦争』で初使用。
妖気冷凍を使うと、氷の毛針になり、水虎にもダメージを与えられる。
アニメ第3・6作目では、全話ではないが光沢がかかった演出になった。第3作では描写の都合ではなく実際に毛が発光している。
類似した技を使うキャラクターはねずみ男も含めて散見され、アニメ第5作ではかわうそとチーと牛鬼が鬼太郎の影響で使用している。
髪の毛槍／毛剣
アニメ第2、5作に使用。一本の髪の毛針に霊力を込めて巨大化させて投げ槍や刀剣として使う。こちらにも応用技が存在する。
原作『鬼太郎国盗り物語』のように頭に生えたままの髪を束ねて伸ばし、尖った先端で貫く攻撃方法もある。
毛剣は毛の長さの調節によって短剣としても使用できる。アニメ第5作ではぬらりひょんの額に一生消えない傷を作った。こちらも体内電気と併用して闇を切る光剣として使用したり、武頼針の力を込めた毛剣を刀剣や棒手裏剣のように使う場面もあった。
毛槍または毛剣に近い大きさの毛針を使ってヤカンズルの体内を脱出する際にピッケルのように用いたこともある。
髪の毛網／髪縄／毛綱
ロープや投網のように長く伸ばした髪で敵を拘束し、相手と力比べをしたり、体内電気での追撃もできる。『妖怪大裁判』では同時に多数の敵の足を縛り上げた。アニメシリーズで鬼太郎が初めて使用した技でもある。敵を拘束したまま投げ飛ばす「髪の毛投げ」も存在する。
髪の毛無線（霊波通信）
髪の毛をアンテナにして霊波で仲間妖怪と通信する。『妖怪軍団』では、やし落としに捕縛された際にこの能力を使ってつるべ火を呼び出した。
似た術に『姑獲鳥』でカラスを呼んだ「招き髪」がある。
リモコン髪
髪の毛を切り離して自在に遠隔操作し、スパイ活動を行ったり、助けを求める信号としても応用できる。第5作ではぬらりひょんの罠でコンクリート漬けにされた際、はみ出ていた髪の毛を朱の盆が戦利品として持ち帰ったのを操作し、奪われたちゃんちゃんこを探し出した。
鼻毛ミサイル
髪の毛針の鼻毛版で射程が長い。

### 体内電気
複数の別称が存在し。発電袋に蓄えられる100万ボルトの電気を使う切り札の一つで、『妖怪千物語』とアニメ第5作では使用が目立った。威力は強力であり、アニメ第5作では、自然界の雷撃の能力を身に着けていた特殊な化け灯籠の電力すら上回っていた。接触している対象に対して感電させるだけでなく、指先や拳や全身の各部など自らの体から飛び道具（電撃）としても発射が可能であり、道具や髪の毛などを使って電流を遠くへ飛ばすこともできる。アニメ作品や『妖怪千物語』や実写作品では応用技が他にも複数存在しており、霊毛ちゃんちゃんこ、妖怪オカリナ、妖怪アンテナ、髪の毛剣などの他の能力や道具との併用も可能である。
電力は調整可能な他、仲間の妖力でパワーアップも可能。相手の電気を吸収することで威力を強化することも可能であり、自身の攻撃力の上昇に転用することもできる。なお、鬼太郎が敵の電撃によるダメージは受ける場合も多いが、妖怪アンテナを避雷針代わりにすることで軽減したこともある。また、電気に耐性のある相手には通用しない場面も見られた他、鬼太郎の体力を激しく消耗するために連続で使用はできない。

### 指鉄砲
従来型
両手の10本の指を弾丸のように飛ばして攻撃し、指は時間が経てば自動的に再生する。通常時の技としては最強の威力を持ち、分裂したベリアルや魔猫の複数の魂を射撃して倒したこともある。このタイプはアニメ第3作以降は未使用であり、アニメ作品としては『妖怪画談』にてカラーで描写されている。
エネルギー弾型
何らかのエネルギーを媒体にして指から弾丸や光線状にして発射する。類似した技は第2作や第3作で登場しており、後年のように指先から光線状の攻撃を発射していた（体内やちゃんちゃんこから光線状の攻撃を発射したこともある）。また、物質を指鉄砲に乗せて射出する事も可能。
アニメ第5作では、指先から妖力や空気の弾を単射または連射できる幽霊族の秘術と位置付けられた。強力な技であり、応用も可能だが弱点もある。
第6作では指先から妖力の光弾や光線を撃ち出す最強の通常技として使用されており、その威力はねずみ男曰く「ひとたまりもない」が、対象に効果がない場合もある。第5作と類似した特徴を持ち、こちらでも応用技がいくつか存在する。

### 再生能力・生命力
上記の通り、妖怪の常識からも逸脱した不死身に等しい生命力と驚異的な再生力、肉体変化と能力の多様性を持つ。体内のエネルギー袋なる器官にエネルギーを蓄えることで、1ヶ月の絶食状態でも通常と同様の力を発揮できる。原作『鬼太郎国盗り物語』では目玉おやじ共々、飲まず食わずで十年間もの間活動できることが明らかになっている。
体が傷ついても時間が経てば回復する。雪中でも生命を維持し、放射能にも耐え、潰されたり切り刻まれたりと、肉体を粉砕・融解させられても生気さえ失われていなければ驚異的な再生能力で自然に回復できる。自分を食べた敵を操る事は容易であり、敵の毛穴から汗として脱出、復活という離れ業を披露したこともある。なお、再生能力が追いつかないほどの重傷を負った場合は恐山の妖怪病院に入院する。

### 身体能力
人間とは比較にならない身体能力を持ち、怪力、ジャンプ力、走力、耐久力等を発揮する場面はこれまで度々見られた。設定上では肺は水中でも呼吸できるとされ、真空状態でも活動可能だといわれている。肺活量も尋常でなく、体がバルーン状になり浮遊するほどに空気や水を取り込んだり、逆に風に吹かれて飛ばされるほどに薄く潰されても平気である。目は地上から火星の生物を見ることができ、心臓は永久に動くとされる。
怪力
人間を遥かに上回る怪力や身体能力を発揮する場面はこれまでに多々見られている。いくつかの事例を挙げると、『最強妖怪軍団!日本上陸!!』では画皮を大岩に叩きつけて気絶させ、第4作14話では蟹坊主と共に巨大海竜みずちの動きを綱引きの状態で足止めしたり、第5作では「地獄の鍵」を無断で使用した罰として天狗ポリスの規則を破った黒鴉と共に巨岩を何日も持ち上げさせられていたが談笑する程度の余裕は見せていた。
拳撃
手刀（チョップ）で物を叩き斬ったり、アニメ第6作ではちゃんちゃんこをグローブ代わりにしてパンチをする場面が多い。
穴掘り／モグラの術
地中に瞬時に潜って相手の攻撃や捕縛を避ける。アニメ第4作20話では人食い島に踏まれた状態から脱出する為に水中で使用している。
血・精気の吸収
敵の血や妖力などを吸い取りダメージを与えて自分が回復する。

### 肉体の一部を使った能力
肉体変形
肉体を自由自在に変形する。潰されたり首を切り落とされても死なず、そこから復活したり、胴体だけで行動もできる。頭や顔面だけで行動することも可能だが、「地獄編」で魔人（ミミズ男）に首を切り落とされた際には、首だけでは戦う力が残っていないので油すましの魂を借りて戦った。
変化
『逆さ首』では、念力による細胞のコントロールで人間の少女・よし子に擬態し、逆さ首三姉妹の策略で食らったマムシの毒入りの血を彼女達に吸わせる事で退治している。
第4作58話でも、顔面をねずみ男そっくりに変えていた。トランクなど道具に変身する場面もある。
液体化
さざえ鬼に食われた後に毛穴から汗として脱出・復活したり、八百八狸軍団の操る妖怪獣を胃液で倒した際に自力で復活した。
氷流し
液体化して相手の脳に入り込み、操って北極の氷に閉じ込める。反動として、鬼太郎は自力で復帰できないばかりか赤子の姿に戻る。
妖怪風船／強風・水鉄砲
バルーン状に膨れるほどの大量の空気や水を体内に取り入れて吐き出す。
空気ポンプの術
空気を吸って丸く膨らむ。その逆で、潰されてペラペラになっても限定的に行動できる場合もある。応用して（膨らんだ状態でもペラペラでも）空も飛べる。アニメ第5作では使用後に体が萎んでしまうが、空気を吸うと元に戻る。
硬質化
後述の通り、火炎放射を行う際に鬼太郎の体は鉄や鋼よりも頑丈になる。
究極防御ダンゴ型
『妖怪千物語』での術。磯女の胃液でも消化されない鬼太郎の究極の防御形態。空気ポンプの術に似ているが、自身で術を解くことはできず、さらに24時間以内に術を解かなければ死んでしまう。
秘術・亀の首
アニメ版地獄編第2話（第3作110話）で使用。首を斬られたと見せかけて胴に引っ込める。
八幡巻き
一年に一度しか使えない捕縛技。
アニメ第4作でも、グリマルキンに対して似た技を使って捕縛し妖気を直接補充した。
カメレオンの術
擬態。保護色で周囲と同化できる。
敵に察知されなくなる上、擬態化していない時ほどではないものの鬼太郎の側からはある程度攻撃できる。
脱皮
敵の攻撃（主に粘着性の）を受けた際に表皮を脱ぎ捨て、「カメレオンの術」を併用して敵を襲撃する。
カメレオン舌
ピンチに陥ったときに発動。舌が長く伸びて敵を捕獲出来る。先祖から伝わっているものが失われようとしたら自動的に敵に巻きつく。後に自由に使えるようになった。
コブおとし／コブ返し
叩かれて頭にできた瘤を敵に向けて発射する。
リモコン手
切断された手を自由に遠隔操作できる。主に諜報活動に使用し、時には自ら切り落とすこともある。自らが霊界に封印されてしまっていても、片手だけが現世に残って敵を強襲、止めを刺したこともある。
手の目に手を操られた時は手を自ら切断し、その手は操られたまま行動し手の目の居場所を突き止めた。
例外的な応用として、第4作第21話『白粉婆とのっぺらぼう』で白粉婆の顔面が取れる白粉を使って、顔面だけで白粉婆のアジトを突き止める潜入捜査をした。
鬼太郎つき
リモコン手（アニメ第3作では魂）を相手の毛穴から侵入させ動きを自在に操る。
歯の機関銃
歯を機関銃のように連射して敵を倒す。いやみを倒す時一度だけ用いられた。

### 消化液
胃液
強力な酸の胃液であらゆる物を溶かす。溶けないのは鬼太郎の胃袋と内部に飼っている蛇のみであり、切断された首から直接噴射したり、自らを踏み潰した相手を自分ごと溶かすなどの戦術を取る。アニメ第1、3作では一反木綿の再生粉末で不完全ながらも復活するが、再生粉末がない第4作では自力で完全に復活した。『ゲゲゲの鬼太郎 異聞妖怪奇譚』では口から青白い胃液を火炎のように敵に噴射している。
胃腸が人間より格段に丈夫なため、原作や第2作まではゴミ箱から摂食したり汚物を摂取しても食中毒しない。
風船
胃液と唾液を混ぜてシャボン玉のような皮膜風船を作る。中に入って空を飛び、攻撃や妖力も防いだり、膜で包んで無効化できる。
人間に憑いたつきものを追い出すのに使用した際には、宿主を風船に閉じ込めると、つきものは苦しがって飛び出した。
アニメ第3作では「妖怪風船ガム」という道具に置き換えられ、人間である夢子を異界へ赴く際に風船に入れて連れて行った。

### その他の能力
火炎噴射
口から火炎や火球を吐いたり、飲み込んだ火を火炎放射器のように敵に吹きつける。妖力で火炎の威力が倍増し、使用時には鬼太郎の体は鉄や鋼よりも頑丈になる。漫画では自力で通常の火炎を吹く場面もあり、アニメ第1作では下記の原子炉発動の際に口から火炎放射（アニメ第4作では熱線）を放っている。『最新版ゲゲゲの鬼太郎』では口から吐く「鬼太郎火炎」が最後の武器とされている。
アニメ第3作では化け火に体内に入ってもらい、熱の放射や口からの火炎連弾といった合体技もある。第5作では、後述の「地獄の鍵」を使った火炎放射の他、焦熱地獄の炎を一時的に宿した際に火炎放射や多彩な炎の攻撃や防御技を披露しており、つるべ火に強い息を吹きかけることで火炎放射の代用とする回もある。
妖怪原子炉／熱放射
体内から高熱を発してまわりのものを溶かす。また、それを利用して口から高熱や熱線、火炎を吐きかける。アニメ第3作では、弱った鬼太郎の体内に目玉おやじに頼まれた化け火が入り、鬼太郎が耐えられる限界の温度まで発熱し、体全体から強烈な熱と光を出して泥田坊たちを干からびさせた。
妖力の応用（攻撃／武装／妖力・能力付与）
体内で貯めた妖怪エネルギーを様々な方式で撃ち出す。咄嗟の場面で敵をひるませる事もでき、鬼太郎の怒りが上がるほど温度も上昇し、熱に弱い相手に絶大な効果を発揮する。
極めれば、攻撃だけでなく防御や味方の強化にも転用できる。仲間妖怪に放射することで能力を付与したり強化することもでき、妖力を受け取った鬼太郎が仲間達の能力を再現することも可能。
鬼太郎ミサイル
1980年代『最新版』最終回で使用。飛行しながら妖力（ちゃんちゃんこに宿る祖先たちの力も含む）を全開にして突撃、食妖鬼と化したぬらりひょんを粉砕した。
アニメ第3作79話では、オカリナ剣を展開した状態で全身を妖気で武装し、彗星の様相で自在に飛行・突貫しながらヤマタノオロチを倒した。
アニメ第6作では鬼太郎ファミリーの魂を預かった状態で彼らの力も加え突撃、玉藻前を倒した。
味方の能力の再現
味方からの妖力を受けたり呪装術を施すことで、仲間の妖力や魂を取り込んだ鬼太郎自身やリモコン下駄が一時的に彼等の能力を身に付ける。第4作では一時的に妖怪王となったぬらりひょんと、第6作では玉藻前との戦いで使用した。
妖気冷凍
アニメ第4作と6作で水虎に対して使用した。雪雲や冷却剤など周囲からの冷気を取り込んで敵や周囲に放つ術であり、毛針や指鉄砲も氷の属性を宿して対象を凍結させたり、敵の体内に入り込み効果をより強めることもできる。なお、周囲が凍結しても鬼太郎自身は凍らない。
先述の氷流しとは異なる。
共鳴反射の術
野寺坊の吐く超音波を、より強力な超音波を口から出して撃ち負かした。目玉おやじから、この術を使えるように日頃から喉を鍛えておくように言われていた。
トゲ
背後から襲撃する敵に対して、背中から多数のトゲを一斉に発射する。
金しばり装置
腕の中にあり、手で触れた相手を金縛りにしてしまう。
体内ガス
体内のガスで腹を大きく膨らませ、気球のように空を飛ぶ。また、このガスを口から吐き出すことで、ガスの匂いを好む虫を呼び寄せたこともある。これとは別に悪臭を放ったこともある。
耳電話
自分の耳を切り離して残しておくことにより、遠隔地でも仲間と会話ができる。
呼吸
水中での呼吸をしている描写はほとんどないが、成層圏でも「空気が薄い」程度での呼吸をしており、水中でも会話や戦闘を繰り広げ、息苦しい様子を見せない、人間よりは遥かに長時間の水中行動ができるなどが見られる。
エクトプラズム
物質化した霊魂を操る。魔女たちに毒を盛られた上にローラーで潰された際、口から泡状になって出て八方に広がり反撃した。魔女たちが逃げながら火を放ったので、砂かけたちの警告で体内に戻す。
毛生え光線
大海獣と化した鬼太郎がアニメ第3作以外で見せた能力。口から光線を吐いて、対象を生物・無生物問わず毛だらけにする。戦車などの兵器類を無効化し、鋼鉄をも曲げる威力がある。

## 武器

### 霊毛ちゃんちゃんこ
幽霊族は死ぬ時に「霊毛」と呼ばれる1本の髪の毛を残す。数多のこれらの毛を編んで作られたのが鬼太郎のちゃんちゃんこである。色は黄色と黒の横縞模様。大きさや形状、能力を変幻自在に変えられる万能の武器であり、ちゃんちゃんこがなければ切り抜けられないピンチも数多くあった。妖力を蓄え、普段は鬼太郎のリモコン操作で空を飛ぶが鬼太郎の危機には自ら動き出す。先祖の霊が目玉おやじに助言することもあった。ちゃんちゃんこの由来や描写には各作品で違いが存在している。
鬼太郎の意思やちゃんちゃんこの意思でほどけることはあるが、丈夫で大抵の妖怪には破られない。敵に破損させられた事例も存在するが、燃やされたり切り刻まれても自己修繕または他者による再生によって修復される。
着衣・救命具としての用法
妖力強化
妖怪ならば着用者に問わず使用者の妖力は行動・防衛の両面で強化される。敵に奪われたり攻撃に使って手放したりした状態では自身が弱体化し、ダメージを受けると防御力や回復力が低下し危機に陥るが、再び身に着けることで急速に霊力が充填されて普段通りの力を発揮する。
霊界・異次元との往来
ちゃんちゃんこに乗り移った先祖たちの霊が守っているので、着用者は生きたまま地獄へ出入りすることができ、逆に死者が現世に出たり冥界から脱出することもできる。
マスク
口を覆う。ねずみ男や白うねり、化け草履など、悪臭を武器とする相手に使用することが多い。
浮き袋
救命胴衣の様に水に浮く。
パラシュート／グライダー
着たままもしくは両手で持って大きく広げ、上昇気流などを利用して滑空する。第6作37話では広がらず着た状態のままで、落下したまなを一時滞空させ守ったり、76話では土転びの攻撃をかわす際に使用した。
変身
望むものに変身できる。本人以外にもねずみ男に騙された傘化けが鬼太郎からちゃんちゃんこを盗んで人間に変身した。
避難カプセル
第5作で妖怪城を大破させた際、城内の味方全員を包んで球状になり、海上へ脱出した。第6作66話では底なし沼からの脱出に使用した。
命綱
赤舌の体内や霊界から脱出する際に、（後者の場合は先祖の力によって）糸がほどけて命綱になった。第6作57話ではラ・セーヌたちの想像で糸がほつれてそれを使って金庫から脱出するシーンもあるが、実際にできるかは不明。
発光
第4作69話では古井戸に呼びかける仲間の声に反応し黄金色に発光してやかんづるの胃の中から脱出に成功した。100話では影女が集めた悪意の塊に飲まれそうになった鬼太郎を勇気づけた。
その他
鬼太郎が激しいダメージを負った際は、ちゃんちゃんこの模様の肉塊に変形し、鬼太郎が液化した際は一緒に液化する。ドラキュラに殺されワインにされた際には、ちゃんちゃんこを着ていたねずみ男がワインを飲み干して再生できた。
武具としての用法
防御
盾や闘牛士のマントのように構え、ほとんどの攻撃を防ぐことができ、跳ね返したり吸収したりもできる。自分の身を包むことで守ることもできる。ただし、敵の攻撃がちゃんちゃんこの防御力を上回ってダメージを受けることもある。
ちゃんちゃんこ包み
敵や対象を包み込んで拘束・捕縛し、対象を窒息させたり、他の効果を発揮する場合もある。敵妖怪に止めを刺す際に、拘束したまま圧縮・妖力を奪い消滅させてしまう強力な必殺技が第4作で何度か使用され、怨念の塊や災害に対しても有効。
爆発物を受け止めたり、対象を救出したりできる。
殴打
アニメ第6作第1話では、のびあがりを直接殴打していた。
ちゃんちゃんこを用いたパンチは『ゲゲゲの鬼太郎 妖怪特急! まぼろしの汽車』の他、アニメ第6作で頻繁に使用しており、自分の腕に巻きつけることでパンチの射程や攻撃力を増幅する。体内電気を帯びさせることもできる。
ちゃんちゃんこ切り
縁を刃にして敵を切り裂く。「朝鮮魔法」で初使用。第4作99話や第6作57話では円盤状に回転。
拘束衣
ちゃんちゃんこを他の者に着せ、鬼太郎の意思で締め上げて苦しめたり、ちゃんちゃんこを通じて言葉を話したり、着た者の目によって鬼太郎が視界を得ることもできる。
松明
筒状に丸めて、つるべ火・天火・姥ヶ火・海月の火の玉といった炎妖怪を灯す。敵の風を受けても火炎の威力は逆に上がる。第3作劇場版第3弾『最強妖怪軍団!日本上陸!!』にて使用。妖神と画皮を焼き払った。
剣・槍
細い筒状に丸め剣や槍にする。第3作ではオカリナ剣との二刀流で使用。第6作では投げ槍としてたんたん坊や鵺に使用。51話・69話では体内電気との合わせ技で使用した。『千年呪い歌』では子泣き爺の杖に巻き付けて使用し、夜叉の剣と戦った。
エネルギー砲
筒状にして刀のように構えて全身を発光させ妖力を注いだ後、ちゃんちゃんこが一瞬赤く発光してビーム状の攻撃を発射する。
類似した描写として、妖怪オカリナから電流の光線を上記と同じ構えから発射して雨降り小僧にダメージを与えたことがある。
妖怪竜巻
ちゃんちゃんこに霊力を込めて手で振り回すか空中で回して強力な渦を起こす。その際、稲妻のようなエネルギーがほとばしる。敵を攻撃して運搬したり、空間と次元のねじれを修復したり、敵を対象から分離させたりできる。
アニメ第3作では、妖怪オカリナで旋風を起こして雨降り小僧の雨雲を消したり、玩具（めんこ）に変化させられながらも竜巻のような突風を発生させてめんこ天狗に対抗したこともある。
鞭・ロープ
鞭状にして相手の身柄を拘束したり締め付けて攻撃したり、その状態から体内電気を帯電させる事も可能。第5作5話や第6作47話で使用し、60話では救助ロープとしても使用。第5作27話では邪魅に飲み込まれた霊石を取り出した。
塞ぐ
見上げ入道との戦いで使用。空気を使う見上げ入道の喉を塞ぎ、術を封じた。第3作27話ではふくろさげの袋の口を塞ぎ吸引から逃れたが、逃げるのがやっとでちゃんちゃんこは回収できず妖力を奪われ、再挑戦でふくろさげを倒して奪還した。
遠隔操作
武器として、第4作103話で巨大なブーメランにして旧鼠の口を塞いだ他、ドローンのように自在に飛行させて使う。
鬼太郎自身が身動き取れなくなった際に、ちゃんちゃんこを飛ばし目玉おやじに知らせる。分解して文字を形成したり、目玉おやじを乗せて空を飛ぶことも可能。

### リモコン下駄
脳波で操作できる下駄。自意識を持ち、少なくとも目玉おやじや鬼太郎（時節）はゲタの言葉が理解できるようである。自由自在に空を飛び、妖怪にぶつけたり、履いたままキックをすることもある。鼻緒に指を通して持ち、手甲のように下駄の底で防御やパンチを放つような使い方もされている。鬼太郎の攻撃でも特に高い打撃力を持つとされるが、敵妖怪を倒す決め手になることは少なく、繋ぎとなることが多い。様々の特殊な性質を持ち、いくつかの応用技も存在する。鼻緒が切れると能力が失われるが修理すれば復活する。
『千年呪い歌』では生まれたばかりの鬼太郎が目玉おやじと共同で作っている。『鬼太郎誕生 ゲゲゲの謎』では人間体の目玉おやじが履いており、後に鬼太郎へ受け継がれたとされる。

### 妖怪オカリナ
オカリナ型妖怪笛ともいう。本シリーズではアニメ第3、4作にて登場し、『ゲゲゲまつりだ!!五大鬼太郎』では第3・4作の鬼太郎達が共にオカリナを演奏する場面があった。第3作では、江戸時代にはオカリナと同じ機能を持つ横笛を使用しており、刃が日本刀に近い等オカリナとは若干の違いがある。
月曜ドラマランド版では、「鬼太郎笛」が登場しているが、あくまでも鬼太郎を呼ぶために他の者に通信手段として渡すアイテムであり、武器ではない。
呼び笛
妖怪仲間や虫・カラス等を笛の音で呼び寄せる。仲間ではない虫も意図的に呼び寄せられる。第3作と第4作では音色が異なる。第3作では多用したが、第4作では仲間を呼ぶ事が少ないため前作ほど吹かず、仲間が駆けつけるのにもより時間を要するが、恐山で吹いた事で南海にいる化け鯨をも呼べる等届く範囲が優秀である。ゴーレムを操るグルマルキンの笛の音を妨害する使い方も披露している。
剣・杖
吹き口が如意棒のように伸びる。先端側は、刀身になったり、棍棒の握り手として使用されたりしていることから、鬼太郎の意思で切断力の有無を切り替えられる他、様々な状況に対応した応用が可能。
第4作では剣の設定はあったものの劇中では未使用だが、スティックとしての使用は見られた。
鞭・ロープ
吹き口から飛び出し、敵を打ち据えて攻撃したり拘束や移動手段として使用する。鬼太郎の意思で用途を切り替えられる。かなりの長さと丈夫さを持ち、電線に巻き付けて任意のタイミングで帯電させる、振り回して風の渦を作り雨雲を吹き飛ばす、独楽回しの紐の代わりにするなどの使用法もある。

### 霊界符
アニメ第5作にて登場。幽霊族の御守り。魔除けの鏡の欠片が使われていて、月の光で夜の闇を払う光を放つことが可能。鬼太郎以外にも何人か持っていて、そのほとんどは猫娘が作った。『日本爆裂!!』でも鏡爺の能力と合わせて重要な役を果たす。

### 地獄の炎
ゲーム作品およびアニメ第5作に登場。目玉おやじが雪女に凍らされた鬼太郎の命を救う為に閻魔大王に嘆願し、一時的に特定の量を借りた焦熱地獄の炎。下記の「地獄究極奥義」とは別。体内に炎を宿し、万能な使用法が可能であり、鬼太郎の命を注ぎ込むことで威力が上がる。しかし、もし使い切って炎の返還ができなければ、罰として目玉おやじが焦熱地獄で永遠の責め苦を受けるという条件で貸し出された。

### 地獄の鍵
アニメ第5作に登場。地獄との協力体制下という条件で地獄の力を現世に引き出すことの出来る鍵。持ち主の体内に宿り、その力が必要となる時に胸に浮かび上がる。そして鍵を開き、絶大な攻撃力を持つ「地獄究極奥義」を発動させる。
瀕死の鬼太郎にアマミ一族のミウが生命力を分与した際、ミウが亡き母から受け継いできたこの鍵が鬼太郎に移った。閻魔大王により制限を受けており、その許可を取らずに使用すると罰せられる。奥義の使い方は五官王が教えている。下記の他にも八大地獄に因んだ奥義が存在するかは未解明となっている。「地獄の力」は鬼太郎自身の本来の能力を引き上げる技だろうと解説されている。
このように強大な力を持つ技であるが、地獄究極奥義を発動すれば鬼太郎自身にも激しいダメージが残り、寝込んだり体調に異変が生じたりすることもあるため、よほどの強敵相手でなければ用いられない。
獄炎乱舞（ごくえんらんぶ）
灼熱地獄の業火を引き出して髪に宿し、巨大な火柱と化した髪を振るうる。物を掴んで投げることも可能。髪の毛針の発展型と言える技。破壊力が大きく、鬼太郎も完全には制御できない。
閻魔大王が放つオリジナルの獄炎乱舞は比較にならない威力を持ち、過去に閻魔大王がヤトノカミとの闘いで地上で使用したが大きな被害をもたらしかねないことが示唆されている。またバックベアードの体内でこの技を使えば、鬼太郎自身が焼死してしまう危険性があった。
武頼針（ぶらいしん）
針山地獄の鋼の力を引き出して肉体に宿し、鋼鉄の針と化した髪を振るい、剣のように扱うことを可能にする。こちらも髪の毛針の発展型と言える技で、自在にその形を変化させ、全身をドリル状にして突撃したり、攻撃だけでなく防御にも用いたりすることができる。あらゆる物質を貫通し弾くが、強力な敵には決め手にならないこともある。並外れた柔軟性と硬度を合わせ持つバックベアードにダメージを与え、ほとんどの通常技が効かない青年体のヤトノカミを圧倒し、オロチ女などに対しても毛針や毛槍に武頼針を応用して刀剣や手裏剣として使用していた。
烈闘星覇（れっとうせいは）
『日本爆裂!!』で妖怪四十七士の協力で使用した地獄究極奥義の頂点であり、鬼太郎・妖怪四十七士・地獄の力の三位一体の切り札。四十七士全員の霊力で強化された獄炎乱舞を発動させ、更に日本全国の霊所の力を引き出し従えており、日本列島も揺るがす程の膨大なパワーを持つ。その力を纏って「鬼太郎ミサイル」にも似た攻撃を仕掛け、閻魔大王ですら封印するしかなかった完全体のヤトノカミを倒した。

### その他の武器・道具類など
へび手錠
胃の中の蛇を吐き出して相手の両手を縛り上げ、自由を奪う。
アニメ第1作3話では、鬼太郎のお供をしていた蛇がねずみ男に巻き付いていた。
妖怪バット
ホームランでもゴロでも思いのままに打てるバット。墓場に置き忘れた際に人間の少年が拾って騒ぎになり、このバットを懸けて人間対妖怪の野球試合となる。鬼太郎の所有となっているのは原作のみ。第4作劇場版や『妖怪千物語』では人間が使い続けると生命力を奪われる副作用があり、前者では当初は鬼太郎によって墓場に封印されていた。
妖怪ボール
「おばけナイター」で使用した、バットをよけるボール。呼称はアニメ第1作。さしもの妖怪バットでも、このボールが相手では三振必至。
妖怪めがね
かけると目に見えない妖怪が見えるようになる。第4作では砂かけ婆の持ち物。第6作では60話の妖怪めがねと同じ物かは不明だが、同じデザインの変装用サングラスを19話で妖怪学校への潜入時に、80話でも猫娘が使用。
宝石型テレビ
「地獄流し」に登場。一見ただの宝石だが、覗き込むと地獄が見えるテレビ。地獄でも向こう側の景色を見られる。角度によって見える景色が変わる。
妖怪手袋
ちゃんちゃんこと似た模様の五指手袋。リモコン手のように遠隔操作したり、着用しながら指鉄砲を使用できる。
これとは別にアニメ第3作15話で、目玉おやじから燃えない草で編んだ手袋を受け取ってはめ、猫娘たちが運び化け火が点火した石炭を雪ん子たちに投げている。
霊類のヨロイ
見上げ入道達に奪われた武器の代わりに迦楼羅様から借り受けた、海の幽霊族（霊類）の遺産。髑髏の兜、逆三角形の盾、鍔が霊界スコープ（霊界に隠れた敵を見抜く）になっている剣の3品。
くじらの飛行船
原画イラストが存在する他、アニメ第3作と第5作にも登場しているが、各作品でデザインが異なり、原画ではセミクジラに準拠しており、アニメ作品ではナガスクジラ科の特徴を持つ外見になっている。
米子空港には原画版のデザインに準拠したオブジェが設置されている。
妖怪メンタム
あらゆる生物に効能のある塗り薬。『魔笛エロイムエッサイム』で使用。
鉄パイプ
アニメ第4作にて、猫娘の危機に激昂して、輪入道に対して使用した。
一反木綿
『妖怪千物語』では、一反木綿は目玉おやじの作った薬により強化され、鬼太郎と合体して武器のようになる。その威力は磯女などを一撃で倒すほど。主な技は「一反もめん旋風斬」と「一反もめん螺旋槍」。
父の骨（没構想）
「鬼太郎マガジン」に掲載された、アニメ第5作用に案があった武器。父親の身体で目玉（目玉おやじ）以外に唯一溶け残った骨で、伸縮して剣や槍になる。結果として没になり、剣や槍は鬼太郎の髪の毛が使われた。
巨人化（未使用）
第5作第二夜後期のエンディング『スターフルーツ』中で見せた能力。街路の辻が光り輝き、鬼太郎の顔立ちを残したミイラ化したかのような風貌の巨人を召喚する。
鬼太郎が中枢に入って操作し、正体不明の勢力を食い止めるために使用している。

## 術・技
魔法／逆魔法
妖狐たちの火炎や岩石などの属性攻撃を取り込んでコマに変化して攻撃したり。こうもり猫の魔法で生み出された吸血象を消滅させたり、ベリアルの魔術に対して、自身も魔法陣を基点にした魔術で対抗した。
逆魔法は、下駄を逆さにしてかけ、敵のかけた魔法を破る。また、ベリアルのかけた魔法を逆転させ、封じられた烏天狗を救っている。
念力
普段から髪の毛針などに使用しているが、のっぺらぼうに自分の顔を奪われ取り込まれるが逆にのっぺらぼうの顔の筋肉をコントロールして締め上げた。原作では、逆さ首相手に人間の少女に変身した際に、「カメレオンの術」として細胞を念力で変化させたとしている。
水柱
半魚人が鬼太郎の妖力を閉じ込めた妖怪真珠を割ったおかげで妖力を取り戻した鬼太郎が海水を勢いよく巻き上げた高い水柱の上に立つ。
吹雪／旋風
ちゃんちゃんこを使わずに強い吹雪のつむじ風を発生させてそれで攻撃したり飛行する。
火球化／飛行
敵の火炎を逆に纏って回転し、火球になって飛行したり対象を攻撃する。
他にも、何らかの手段で自力で飛行・浮遊しているかのような場面がいくつか存在する。
霊電
「夢じらせ」とも呼ばれる幻術。相手に様々な幻を見せる。上記の「霊電気」とは別の技。
やぶにらみ催眠術
視線を合わせ相手を昏倒させる。
地獄流し
悪人を生きたまま地獄に連れて行く。
封印術
松やに、タバコのやに、硫黄を混ぜ合わせ、天海上人のお札と同じ効果を持つ塗り薬を作り、八百八狸を封じ込めた。一度は刑部狸との約束を破って封印したため、呪いの力で鬼太郎は狸になりかけてしまうが、封印を解くことで呪いは解けた。
魂金しばりの法
相手に様々な質問をして霊筆で点を打ち、その点同士を結ぶことにより絵を描き上げ、相手の魂を紙や石に封じ込める。この紙をサカキの木の炎で燃やせば封じられた魂は滅ぶが、火を使わず破ると逆に復活してしまう。主に人間に憑依する妖怪を退治する際に使われている。
『妖怪千物語』では「たましい金しばりの術」と呼び、相手に質問をしつつ六芒星を描くことで繰り出した。
毒まんじゅう
一年間体内に蓄えた毒素を凝縮して作り、年に1回だけ使用できる。
また、一度に多量の毒を投与された場合にはそれを血液に蓄え、血を吸った敵を中毒させることもできる。ただし麻痺性の毒は扱うのはリスクを伴う。
鬼太郎結び
鬼太郎だけが知る秘密の結び方。原作ではリモコン髪で、第6作ではちゃんちゃんこを追わせて土転びの触角を結んだ。解き方は鬼太郎しか知らない。
外道殲封（げどうせんふう）
霊力で相手を妖界の大気の中に永遠に封じ込める技。鬼太郎曰く「この技を受けたものは、妖界から永久に出て来られない」という。
猫招きの術
アニメ第5作で使用。猫ショウの「猫招きの術」と互角に渡り合った。
テレポート
多数の仲間と共に、雷に乗って移動する。アニメ第4作でも、いやみに憑りつかれた落語家の目の前から、他のメンバーと共に瞬時に消えたが、テレポートなのか透明化なのかは不明。

## 変化
劇中では、作戦や敵を油断させるなどの策略上、様々な妖怪・種族（あるいは無生物）に自主的あるいは強制的に変身させられることも多く、念力などを用いて自力で変化しない限りは他者の助けで復活することがほとんどである。鬼太郎の姿である時の能力は失われることが多いが、変身時には大海獣の毛生え光線など特有の力を発揮することも多々ある。第5作での牛鬼は体内電気や毛針など鬼太郎の能力を有し、中国妖怪の首領チー（玉藻前の弟）に反物に変えられた際は、反物を着用したチーやかわうそは鬼太郎の能力を行使できた。また、呼子とニセ呼子の能力を利用して（敵による鬼太郎を複製した分身ではなく）自らの戦いの手段として複数の分身体を作り出したこともある、

## その他の特技
変装
上記の通り、逆さ首戦では超能力によって実際に美少女に変化しているが、通常の変装や女装も何度か披露している。
ゲタップ
得意の宴会芸で、リモコン下駄を使ったタップダンス。

## 他作品への登場
『妖怪ウォッチ』シリーズ
2017年の長編アニメーション『映画 妖怪ウォッチ シャドウサイド 鬼王の復活』では、鬼太郎ファミリーが「コラボ出演」している。鬼太郎の声は野沢雅子が担当。なお、鬼太郎がアニメで銀髪なのはこれが初で唯一である。
また、それ以前には『ファミ通』にて、『妖怪ウォッチ』キャラクターデザイナー・長野拓造による描き下ろしでコラボビジュアルが公開され、後にスマートフォン用ゲームアプリ『妖怪ウォッチぷにぷに』にてコラボイベントを行った。
2019年6月20日発売のNintendo Switch用ゲームソフト『妖怪ウォッチ4 ぼくらは同じ空を見上げている』には鬼太郎と目玉おやじが登場する。
妖怪シリーズ
水木しげると楳図かずおを筆頭に、荒俣宏・京極夏彦・宮部みゆきなどが製作等に関与しており、キャラクターとして直接の登場がなくても、『ゲゲゲの鬼太郎』『ガメラ』『大魔神』等の関連シリーズを意識した描写が各所に点在している。ガメラと大魔神は『妖怪大戦争 ガーディアンズ』と関連作品にてキャラクターとして実際に登場しており、ガメラの前座として砂かけ婆・子泣き爺・一反木綿・塗り壁・ぬらりひょん・朱の盆などが助っ人として現れ、ガメラを応援する妖怪の様子やガメラに敗北した鵺の顛末について太郎坊が『ゲゲゲの鬼太郎の歌』の歌詞を引用して言及している。
『虚実妖怪百物語』
京極夏彦が執筆した小説シリーズ。水木しげるや水木悦子、京極自身や荒俣宏や宮部みゆきなどの多数の『怪』やKADOKAWAなどの関係者が実名で登場し、実体のない存在としてではあるが、鬼太郎・丸毛・一反木綿・釣瓶火などがガメラ・大魔神・ダイモン・山村貞子をはじめとする大映（KADOKAWA）出身のキャラクターや、加藤保憲、豆腐小僧、他の多数の有名なキャラクター群と共にカメオ的なゲストキャラクターとして登場している。
京極は『巷説百物語シリーズ』など自身の他の作品でも水木しげるや『ゲゲゲの鬼太郎』を意識した描写を取り入れており、水木しげる自身や水木のアシスタントの森野達弥などの関係者もこれらの作品に携わってきた。

## 演者
- 声優
  - 野沢雅子 -（第1期、第2期、テレビアニメ『墓場鬼太郎』、ラジオドラマ、まんがビデオ『墓場鬼太郎』、NHKスペシャルテレビドラマ、妖怪ウォッチ シャドウサイドシリーズ）
  - 戸田恵子 -（第3期、テレビCM『宝くじ ビンゴ5』[240]）
  - 松岡洋子 -（第4期）
  - 高山みなみ -（第5期）
  - 沢城みゆき -（第6期）
  - かないみか -（OVA『水木しげるの妖怪画談』）
  - 松本梨香 -（ゲーム『ゲゲゲの鬼太郎 逆襲!妖魔大血戦』、『ゲゲゲの鬼太郎 異聞妖怪奇譚』、『ゲゲゲの鬼太郎 危機一髪!妖怪列島』）
  - 佐藤利奈 -（パチスロ『ゲゲゲの鬼太郎 ブラック鬼太郎の野望』）

- 俳優
  - 六浦誠 -（TVドラマ『月曜ドラマランド ゲゲゲの鬼太郎』[186]）
  - 和田求由 -（ビデオ映画『妖怪奇伝ゲゲゲの鬼太郎 魔笛エロイムエッサイム』[205]）
  - 渡辺典子 -（舞台『奇想天外痛快爆笑劇ゲゲゲの鬼太郎』）
  - ウエンツ瑛士 -（劇場映画『ゲゲゲの鬼太郎』シリーズ）
  - 荒牧慶彦 -（舞台『ゲゲゲの鬼太郎』[241]）
  - 西畑大吾 -（P&Gジャパン「レノア クエン酸in 超消臭」テレビCM[242]）